# Borgward B 3000

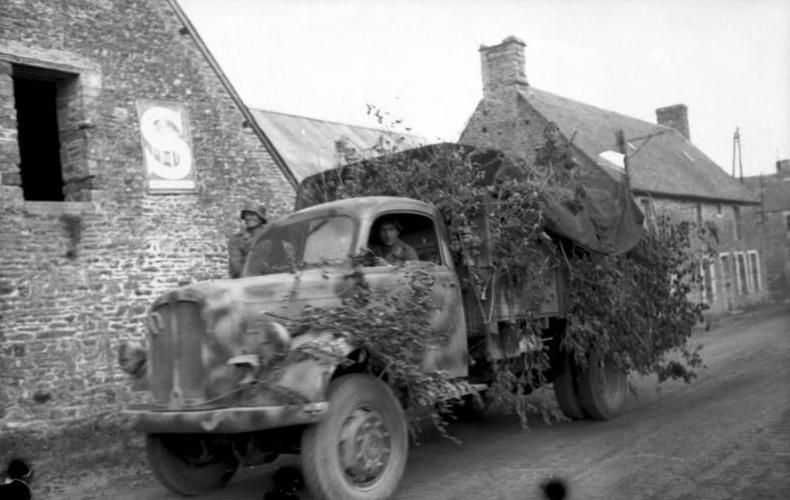
Un Borgward B 3000 A durante la battaglia di Villers-Bocage nel 1944. Notare il differenziale anteriore di questa versione a trazione integrale.

Il Borgward B 3000 era un autocarro medio prodotto dalla Carl F. W. Borgward GmbH tra il 1941 ed il 1944 presso gli stabilimenti di Brema-Sebaldsbrück. Dopo la seconda guerra mondiale, la produzione del B 3000 continuò dal luglio 1948 ed il 1950.

## Einheits-Lkw
La Borgward iniziò a produrre autocarri nel 1937, dedicandosi a mezzi fino a 5 tonnellate di carico fino all'inizio della guerra nel 1939, come il Borgward G. W. da 3 tonnellate, disponibile con motore a benzina o diesel. Un grosso quantitativo di questi autocarri fu requisito dalla Wehrmacht. Inizialmente, la produzione della normale gamma di veicoli proseguì regolarmente.
Nel 1940, i produttori tedeschi di autocarri ebbero l'ordine di ridurre il numero di modelli diversi, in modo da concentrare la produzione su un autocarro semplificato standard da 3 tonnellate. A partire dal 1942 iniziò la produzione del successore del G. W. Questo nuovo "Einheits-Lastkraftwagen" ("Einheits-LKW", autocarro standardizzato) era un autocarro da 3 tonnellate, designato ufficialmente Borgward B 3000 S/O, con motore a benzina da 3,7 l e 78 hp, e Borgward B 3000 S/D con motore diesel da 5 l e 75 hp (entrambi 6-cilindri). Per risparmiare materie prime, questi autocarri furono in seguito ulteriormente semplificati, perdendo per esempio lo stemma a diamante della Borgward sulla mascherina o rimpiazzando la cabina in acciaio con una "Einheitsführerhaus", una cabina in legno standard per tutti gli autocarri. Pur dimostrandosi adeguato alle esigenze, l'Opel Blitz V 3000 si rivelò superiore.

## Versioni[2]
| Tipo                                | Periodo di produzione | Carico utile | Esemplari |
| ----------------------------------- | --------------------- | ------------ | --------- |
| Borgward L 2000 S, L 2300           | 1937–1942             | 1.500 kg     |           |
| Borgward Europa V (standard Diesel) | 1938–1940             | 2.500 kg     | 2.400     |
| Borgward Typ 3 t G. W. a benzina    | 1938–1941             | 3.000 kg     |           |
| Borgward Type 3t G.W diesel         | 1938–1941             | 3.000 kg     |           |
| Borgward B 3000 S                   | 1942–1944             | 3.125 kg     |           |
| Borgward B 3000 A                   | 1942–1944             | 3.095 kg     |           |
| Borgward B 3000 D                   | 1948–1950             | 3.400 kg     |           |
| Borgward 5 t                        | 1938–1939             | 5.000 kg     |           |
| Borgward L 2000 S/L 2300 (autobus)  | 1937–1942             |              |           |

La Borgward produsse altri veicoli militari oltre agli autocarri, come il semicingolato Sd.Kfz. 7, il trasporto truppe blindato semicingolato Sd.Kfz. 251 ed il veicolo da demolizione Borgward IV. I piani per riprendere la produzione a Brema dell'Opel Blitz furono vanificati dalla conquista della città da parte delle truppe britanniche nel 1945.